# Banská Bystrica
Banská Bystrica (em alemão:  Neusohl; em húngaro:  Besztercebánya; em ucraniano:  Банська Бистриця (Bansʹka Bystrycja)) é uma cidade e município da Eslováquia, capital do distrito de Banská Bystrica e da região de Banská Bystrica (Banskobystrický kraj). Possuía 76 438 habitantes em 2018 (estimativa). Está localizada às margens do rio Hron.
É um importante centro mineiro desde a Idade Média e alberga numerosos monumentos de grande riqueza histórica e artística.

## História

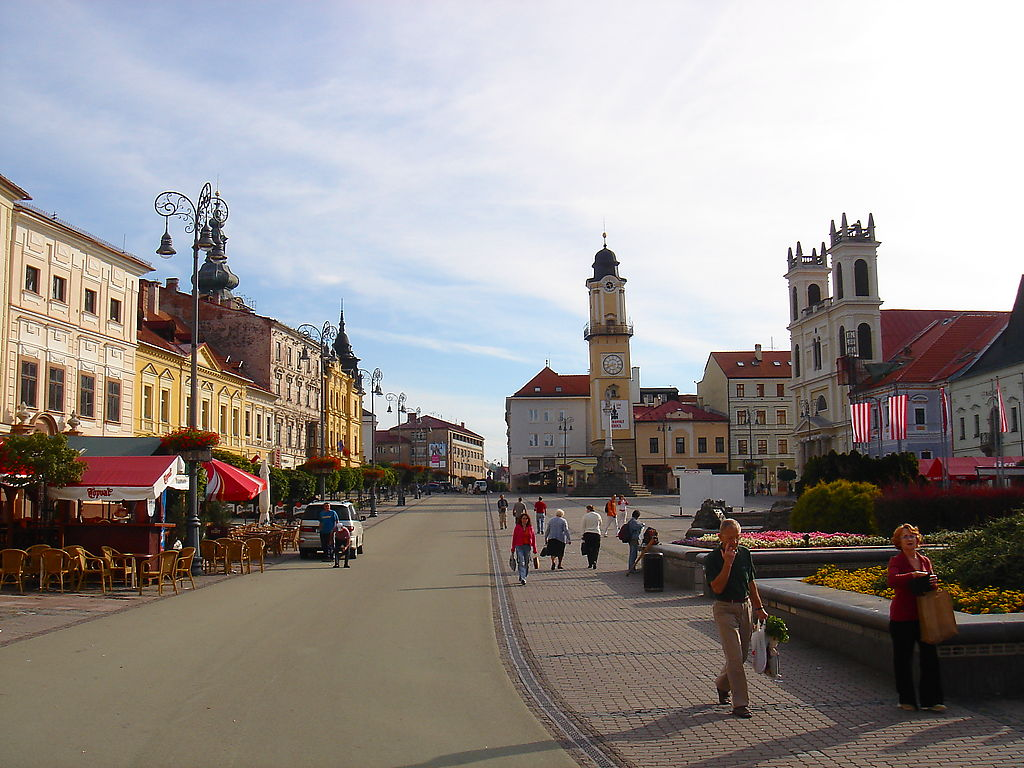
Praça principal

A história mais antiga de Banská Bystrica estava ligada à exploração de seus abundantes depósitos de cobre (e, em menor grau, de prata, ouro e ferro). As ferramentas usadas pelos mineiros pré-históricos na localidade chamada Špania Dolina foram datadas de 2000-1700 a.C.  Povos da cultura lusaciana construíram seus assentamentos em Špania Dolina, Horné Pršany, Malachov e Sásová. Antigos locais de fortes de colinas ainda são refletidos no topônimo local Hrádok, que significa "um pequeno forte (mais tarde: castelo)". O território foi habitado pela tribo celta dos Cotini (cultura Púchov) no século 3 a.C. A tribo germânica dos Quadi assumiu o lugar durante a Era Romana, deixando, por exemplo, um tesouro de artefatos de prata em Netopierska jaskyňa (Caverna do Morcego).
A atual cidade foi construída sobre um antigo assentamento eslavo.  Após a conquista húngara da Bacia dos Cárpatos, foi incorporada ao condado de Zólyom do Reino da Hungria. A primeira igreja de pedra conhecida foi construída por imigrantes saxões no então ainda independente assentamento de Sásová na primeira metade do século 13, quando a área pertencia ao rei.  De acordo com arqueólogos eslovacos Banská Bystrica começou como um assentamento permanente no século 9. Em 1255, o rei Béla IV concedeu a Banská Bystrica amplos privilégios municipais, a fim de atrair colonos mais qualificados. Os descendentes dos imigrantes alemães para este e outros condados tornaram-se mais tarde conhecidos como os alemães dos Cárpatos. A cidade floresceu como um centro regional de mineração. Construiu a Igreja Românica Tardia da Virgem Maria na segunda metade do século 13. Durante o mesmo período, Banská Bystrica obteve seu próprio brasão de armas inspirado no brasão de armas da dinastia governante dos Árpáds, também usado como bandeira histórica do Reino da Hungria. Os artesãos locais foram organizados em cinquenta guildas, com a guilda de açougueiros sendo a mais antiga.
 

As afluentes famílias Fugger e Thurzo fundaram a próspera empresa Ungarischer Handel (em alemão para "Comércio Húngaro") em 1494. Dependendo principalmente das minas ao redor de Banská Bystrica, a empresa se tornou uma das principais produtoras mundiais de cobre no século 16.  Com as tecnologias de mineração mais sofisticadas da Europa, um sistema de contabilidade avançado e benefícios, incluindo cuidados médicos para seus 1 000 funcionários, a Ungarischer Handel foi uma das maiores e mais modernas empresas capitalistas iniciais. Um registro inicial da ação industrial dos mineiros é de 1526, quando a Câmara Municipal precisou se refugiar dentro dos limites do Castelo da Cidade. O impulso do Império Otomano para o norte levou o magistrado a melhorar as fortificações da cidade com muralhas de pedra modernas em 1589, mas os turcos nunca ocuparam a região. Banská Bystrica tornou-se um dos principais centros da Reforma Protestante no Reino da Hungria no século 16.  Mais tarde, a cidade teve que lutar por sua liberdade religiosa garantida pela Carta Real contra a dinastia governante dos Habsburgos católicos romanos austríacos, por sua independência física contra os turcos otomanos e por seu autogoverno contra os poderosos magnatas do Reino da Hungria. Em 1620, o príncipe Gabriel Bethlen da Transilvânia, um protestante, foi eleito rei da Hungria pela reunião da Dieta em Banská Bystrica.

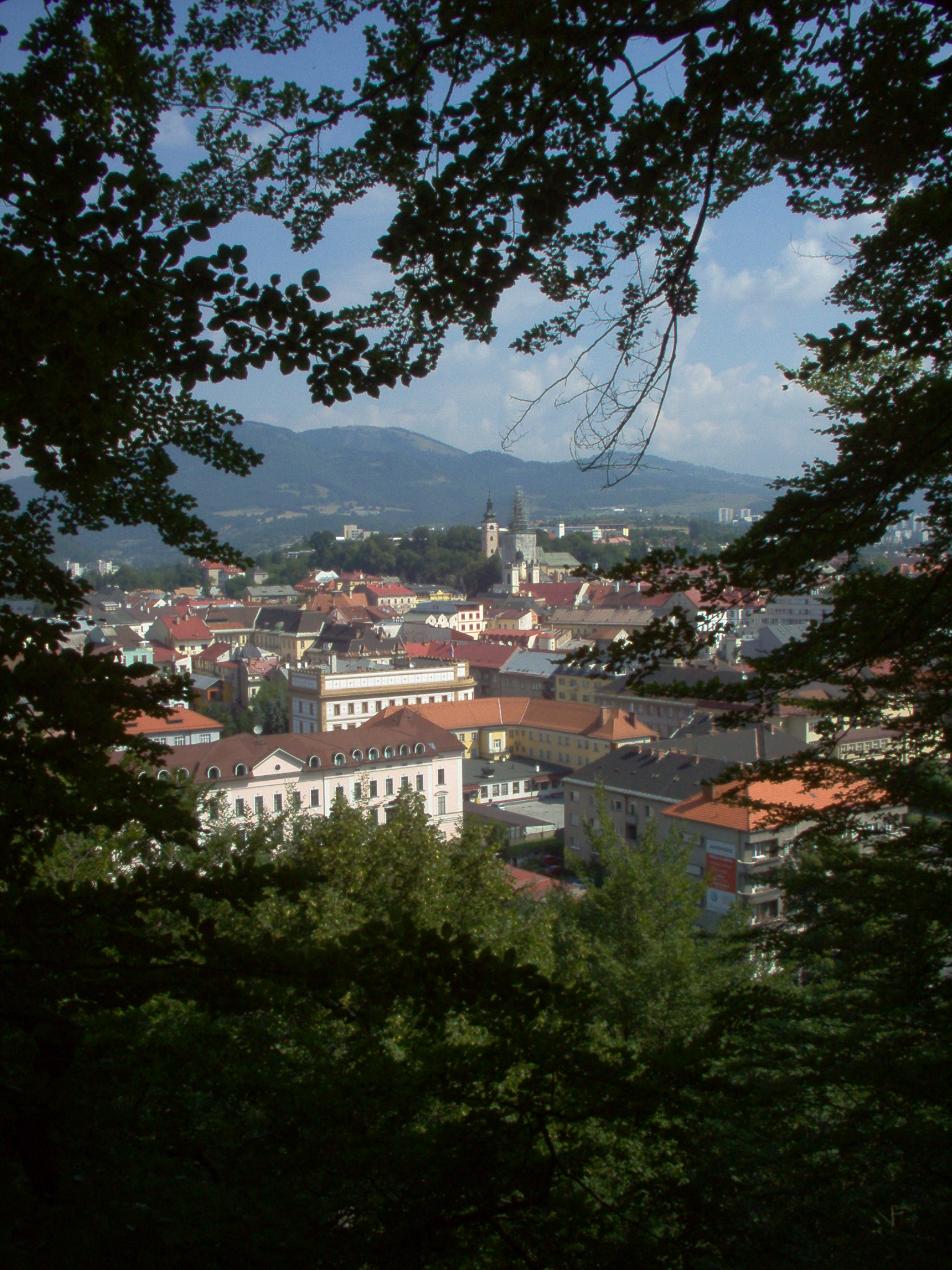
Vista de Banská Bystrica

A vila de Radvaň, agora um distrito de Banská Bystrica, recebeu o direito economicamente importante de realizar feiras anuais (Radvanský jarmok) em 1655. A feira foi transferida para a praça principal de Banská Bystrica no século 20. Os depósitos de cobre haviam sido praticamente esgotados no século 18, mas novas indústrias, como madeira, papel e têxteis, se desenvolveram. Em 1766, a cidade tornou-se a capital do condado de Zólyom quando Banská Bystrica também se tornou a sede de um bispado católico romano (1776) e de várias instituições de ensino superior. Os serviços públicos se expandiram no século 19 com a fundação de um hospital municipal permanente (1820), um teatro municipal (1841) e um museu municipal (1889). A ferrovia chegou à cidade de Zvolen em 1873. 
Depois que a Áustria-Hungria perdeu a primeira guerra mundial, Banská Bystrica, juntamente com toda a parte norte da Hungria, foi dada à Tchecoslováquia pelo tratado de paz de Trianon em 1920.
Durante a Segunda Guerra Mundial, Banská Bystrica tornou-se o centro da oposição antinazista na Eslováquia quando a Revolta Nacional Eslovaca, um dos maiores eventos de resistência antinazista na Europa, foi lançada da cidade em de agosto de 1944. Os insurgentes foram derrotados em 27 de outubro, e Banská Bystrica foi brevemente ocupada pelas forças alemãs antes de ser libertada pelas tropas soviéticas e romenas em de março de 1945.  Após a guerra, Banská Bystrica tornou-se o centro administrativo, econômico e cultural da Eslováquia central. É uma cidade universitária desde a década de 1950. Sua maior Universidade Matej Bel foi fundada em 1992.

## Demografia
| Ano:        | 1994   | 2004   | 2014   | 2024   |
| ----------- | ------ | ------ | ------ | ------ |
| Broj ljudi: | 84 741 | 81 704 | 79 027 | 73 533 |
| Razlika:    |        | -3,58% | -3,27% | -6,95% |

| Ano:               | 2023   | 2024   |
| ------------------ | ------ | ------ |
| Número de pessoas: | 74 065 | 73 533 |
| Diferença:         |        | -0,71% |